# Kuźnica (Nowa Brzeźnica)
Pour les articles homonymes, voir Kuźnica.
Kuźnica (prononciation [kuʑˈnit͡sa]) est un village de la gmina de Nowa Brzeźnica, du powiat de Pajęczno, dans la voïvodie de Łódź, situé dans le centre de la Pologne.
Il se situe à environ 8 kilomètres au sud-ouest de Nowa Brzeźnica (siège de la gmina), 16 kilomètres au sud-est de Pajęczno (siège du powiat) et 88 kilomètres au sud de Łódź (capitale de la voïvodie).
Sa population s'élevait à 188 habitants en 2006.

## Administration
De 1975 à 1998, le village était attaché administrativement à l'ancienne voïvodie de Częstochowa.

Depuis 1999, il fait partie de la nouvelle voïvodie de Łódź.